# マドリード・アリーナ
マドリード・アレーナ（Madrid Arena）とは、スペイン・マドリードにある屋内競技場である。バスケットボールやテニスなどの競技大会に使用される。
2007年にテレフォニカが命名権を取得したため、テレフォニカ・アレーナに変更された。
2011年7月にはテアトロ・レアルプロデュースのオペラ『アッシジの聖フランチェスコ』が開催された。